# Красносельское шоссе (Горелово)
Красносе́льское шоссе́ — шоссе в Красносельском районе Санкт-Петербурга. Проходит от Таллинского шоссе до Гатчинской железнодорожной линии. На север продолжается тем же Таллинским шоссе, на юг (после Гореловского путепровода) — проспектом Ленина. Является началом магистрали А-180 Нарва.

## История
Первоначально, с 1756 года, именовалось На́рвской дорогой, поскольку ведет в сторону города Нарвы. Она шла от площади Стачек, включая современные проспект Стачек, часть проспекта Маршала Жукова (от проспекта Стачек до Балтийской железной дороги) и Таллинское шоссе.
В 1774—1778 годах употреблялось также название Старая Петербургская дорога, в 1793 году — Рижская проезжая дорога (включая Старо-Петергофский проспект), в 1837—1838 годах — Нарвский тракт, в 1843—1862 годах — Нарвское шоссе, в 1838 году — Рижский тракт. В 1779 году использовалось также название Дудеровская Красносельская дорога (исключая проспект Стачек), связанное с тем, что дорога вела на гору Дудору возле Красного Села.
В 1845 году Нарвскую дорогу переименовали в Красносельское шоссе, поскольку оно ведет в Красное Село.
16 января 1964 года участок от проспекта Стачек до Балтийской железной дороги был выделен под названием Таллинское шоссе.

## География
Улица проложена в направлении с юго-запада на северо-восток (по нумерации домов); северная оконечность улицы пересекает Волхонское шоссе, южная пролегает параллельно реке Дудергофке.
По мере возрастания нумерации домов изменяется тип застройки улицы: от малоэтажной застройки и «хрущёвок» до современных кирпично-монолитных многоэтажных жилых зданий.
Ширина улицы у разъезда с КАД 29 метров или 6 полос движения. После сужения в районе магазина «О’Кей» — 19 метров или 4 полосы движения.

## Общественно значимые объекты
- АЗС «Teboil» — дом 2
- Супермаркет «Магнит» — дом 26Б
- Гипермаркет «О'Кей» — дом 27
- школа № 391 — дом 34
- ТЦ "Таллинское 40" — дом 40

## Пересекает следующие улицы и проспекты
С юга на север:

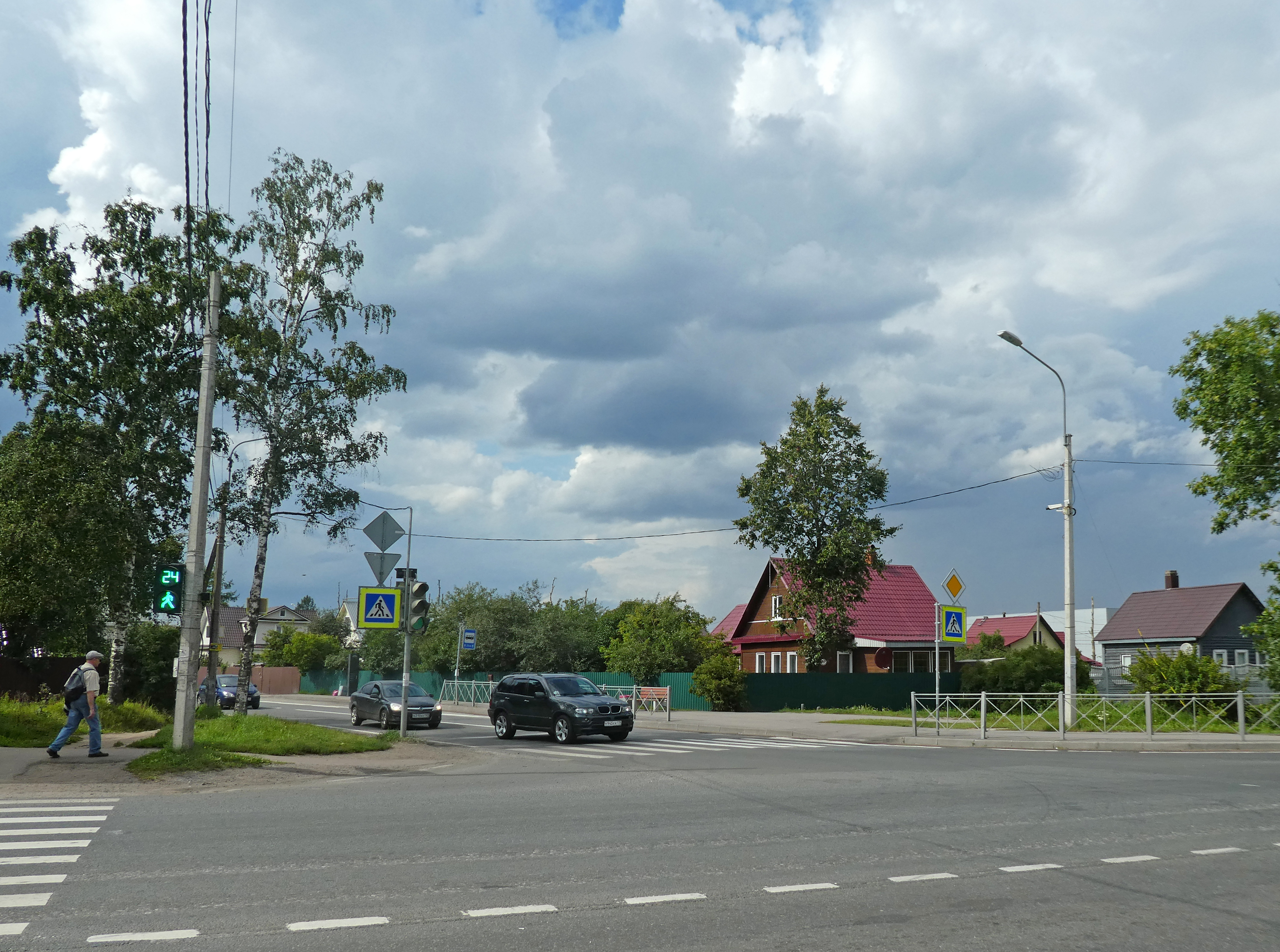
Красносельское шоссе у пересечения с Аннинским

- Проспект Ленина (является продолжением граничат по Гореловскому путепроводу)
- Дачная улица
- Дудергофский переулок
- Авиационная улица
- Посёлковый переулок
- Парковочная улица
- Речной переулок
- Аннинское шоссе
- Новопроложенная улица
- Полевая улица
- Колобановская улица
- Волхонское шоссе

## Транспорт
- Ж/д платформа Горелово (610 м)
- Бесплатная развозка до гипермаркета «О'Кей».
- Автобусы: 20, 81, 108, 145, 145Б, 145Э, 147, 165, 181, 195, 245, 345, 442, 458, 458Б, 481, 482, 482В, 484, 487, 546, 632, 632А, 639А
- Маршрутные такси: 105А, 631, 650Б, 650В